# حوزه انتخابیه مشهد و کلات
حوزهٔ انتخابیه مشهد و کلات یکی از حوزه از حوزه‌های استان خراسان رضوی برای انتخابات مجلس شورای اسلامی است. این حوزه به مرکزیت مشهد، ۵ نماینده دارد.

## نمایندگان ادوار مختلف مجلس شورای اسلامی در حوزه مشهد و کلات[۱]
| دوره    | سال         | نمایندگان                                                   |
| ------- | ----------- | ----------------------------------------------------------- |
| اول     | ۱۳۶۳–۱۳۵۹   | عباسعلی اختری                                               |
| اول     | ۱۳۶۳–۱۳۵۹   | سید محمد خامنه‌ای                                            |
| دوم     | ۱۳۶۷–۱۳۶۳   | سید محمد خامنه‌ای                                            |
| دوم     | ۱۳۶۷–۱۳۶۳   | سید مهدی طباطبایی‌                                           |
| سوم     | ۱۳۷۱–۱۳۶۷   | سیدهاشم بنی‌هاشمی چهارم                                      |
| سوم     | ۱۳۷۱–۱۳۶۷   | سید هادی خامنه‌ای                                            |
| سوم     | ۱۳۷۱–۱۳۶۷   | قربانعلی صالح آبادی                                         |
| سوم     | ۱۳۷۱–۱۳۶۷   | اسماعیل فردوسی‌پور                                           |
| چهارم   | ۱۳۷۵–۱۳۷۱   | غلامرضا انصاری                                              |
| چهارم   | ۱۳۷۵–۱۳۷۱   | سیدهاشم بنی‌هاشمی چهارم                                      |
| چهارم   | ۱۳۷۵–۱۳۷۱   | قدسیه سیدی‌علوی                                              |
| چهارم   | ۱۳۷۵–۱۳۷۱   | محمدهادی عبدخدایی                                           |
| چهارم   | ۱۳۷۵–۱۳۷۱   | سید حسین فتاحی                                              |
| پنجم    | ۱۳۷۹–۱۳۷۵   | حمیدرضا ترقی                                                |
| پنجم    | ۱۳۷۹–۱۳۷۵   | قدسیه سیدی‌علوی                                              |
| پنجم    | ۱۳۷۹–۱۳۷۵   | سید غلامرضا شیرازیان                                        |
| پنجم    | ۱۳۷۹–۱۳۷۵   | مرضیه صدیقی                                                 |
| پنجم    | ۱۳۷۹–۱۳۷۵   | محمدرضا فاکر                                                |
| ششم     | ۱۳۸۳–۱۳۷۹   | علی تاجرنیا                                                 |
| ششم     | ۱۳۸۳–۱۳۷۹   | غلامحسین تکفلی                                              |
| ششم     | ۱۳۸۳–۱۳۷۹   | فاطمه خاتمی                                                 |
| ششم     | ۱۳۸۳–۱۳۷۹   | علی ظفرزاده                                                 |
| ششم     | ۱۳۸۳–۱۳۷۹   | محمد عبایی خراسانی                                          |
| هفتم    | ۱۳۸۷–۱۳۸۳   | علی سرافراز یزدی                                            |
| هفتم    | ۱۳۸۷–۱۳۸۳   | تیمور علی‌عسگری                                              |
| هفتم    | ۱۳۸۷–۱۳۸۳   | عفت شریعتی کوهبنانی                                         |
| هفتم    | ۱۳۸۷–۱۳۸۳   | جواد آرین منش                                               |
| هفتم    | ۱۳۸۷–۱۳۸۳   | محمدرضا فاکر                                                |
| هشتم    | ۱۳۹۱–۱۳۸۷   | جواد آرین منش                                               |
| هشتم    | ۱۳۹۱–۱۳۸۷   | عفت شریعتی کوهبنانی                                         |
| هشتم    | ۱۳۹۱–۱۳۸۷   | محمدرضا فاکر                                                |
| هشتم    | ۱۳۹۱–۱۳۸۷   | سید امیرحسین قاضی‌زاده هاشمی                                 |
| هشتم    | ۱۳۹۱–۱۳۸۷   | جواد کریمی قدوسی                                            |
| نهم     | ۱۳۹۵–۱۳۹۱   | سید امیرحسین قاضی‌زاده هاشمی                                 |
| نهم     | ۱۳۹۵–۱۳۹۱   | محمدحسین حسین‌زاده بحرینی                                    |
| نهم     | ۱۳۹۵–۱۳۹۱   | جواد کریمی قدوسی                                            |
| نهم     | ۱۳۹۵–۱۳۹۱   | سیدهاشم بنی‌هاشمی چهارم                                      |
| نهم     | ۱۳۹۵–۱۳۹۱   | نصرالله پژمان‌فر                                             |
| دهم     | ۱۳۹۹–۱۳۹۵   | سید امیرحسین قاضی‌زاده هاشمی                                 |
| دهم     | ۱۳۹۹–۱۳۹۵   | نصرالله پژمان‌فر                                             |
| دهم     | ۱۳۹۹–۱۳۹۵   | محمدحسین حسین‌زاده بحرینی                                    |
| دهم     | ۱۳۹۹–۱۳۹۵   | رضا شیران خراسانی                                           |
| دهم     | ۱۳۹۹–۱۳۹۵   | جواد کریمی قدوسی                                            |
| یازدهم  | ۱۴۰۳–۱۳۹۹   | فاطمه رحمانی                                                |
| یازدهم  | ۱۴۰۳–۱۳۹۹   | سید امیرحسین قاضی‌زاده هاشمی (استعفا در تاریخ ۲۱ شهریور۱۴۰۰) |
| یازدهم  | ۱۴۰۳–۱۳۹۹   | محمدحسین حسین‌زاده بحرینی                                    |
| یازدهم  | ۱۴۰۳–۱۳۹۹   | نصرالله پژمان‌فر                                             |
| یازدهم  | ۱۴۰۳–۱۳۹۹   | جواد کریمی قدوسی                                            |
| دوازدهم | (۱۴۰۳–۱۴۰۲) | نصرالله پژمان‌فر                                             |
| دوازدهم | (۱۴۰۳–۱۴۰۲) | میثم ظهوریان                                                |
| دوازدهم | (۱۴۰۳–۱۴۰۲) | علی‌اصغر نخعی‌راد                                             |
| دوازدهم | (۱۴۰۳–۱۴۰۲) | احسان عظیمی راد                                             |
| دوازدهم | (۱۴۰۳–۱۴۰۲) | حسنعلی اخلاقی امیری                                         |

## پی‌نوشت و منبع
1. ↑  «مجلس شورای اسلامی - نسخه آزمایشی - لیست-نمایندگان». www.parliran.ir. بایگانی‌شده از اصلی در ۲۱ آوریل ۲۰۲۱. دریافت‌شده در ۲۰۲۰-۰۲-۲۲.

- «جدول حوزه‌های انتخابیه در انتخابات دهمین دورهٔ مجلس شورای اسلامی» (PDF). مرکز پژوهش و سنجش افکار صدا و سیما. بایگانی‌شده از اصلی (PDF) در ۵ اكتبر ۲۰۱۸. دریافت‌شده در ۳ ژوئیه ۲۰۱۶. تاریخ وارد شده در |archive-date= را بررسی کنید (کمک)